# Паравоксит
Паравоксит — редкий минерал из класса фосфатов, открыт в 1922 году в Боливии. Диморфен с метавокситом, по составу близок к вокситу, отличаясь большим количеством молекул воды.

## Название
Название состоит из греческой приставки «пара», означающей «около» и названия другого минерала — воксита. В свою очередь, воксит назван в честь американского коллекционера Джорджа Вокса-младшего (1863—1927), специализировавшегося на минералогии пегматитов и открывшего ряд новых минералов.

## Формы выделения и ассоциации с другими минералами
Обычно паравоксит образует параллельные и радиальные агрегаты призматических кристаллов. Отдельные кристаллы минералы очень редки, длина самых крупных из них чуть более сантиметра, при толщине в несколько миллиметров. Для кристаллов характерен короткопризматический или толстотаблитчатый габитус.
Паравоксит ассоциирует вместе с вокситом, метавокситом и другими фосфатами, арсенатами и ванадатами, которые присутствуют в месторождениях олова. Интересно, что при этом паравоксит не кристаллизуется вместе с главной оловянной рудой — касситеритом.

## Похожие минералы
Паравоксит диморфен с метавокситом. Минералы обладают общим химическим составом, но они кристаллизуются в разных сингониях. У паравоксита сингония триклинная, а у метавоксита она моноклинная. У воксита химический состав несколько отличен от состава указанных минералов — Fe2+Al2(PO4)2(OH)2•6H2O. Разница заключается в количестве молекул воды: у воксита их шесть, у паравоксита — восемь. Другими словами, паравоксит сильнее гидратирован. Внешне перечисленные минералы отличаются по цвету. Прозрачные кристаллы паравоксита и метавоксита бесцветны или окрашены в бледно-зелёный цвет. Воксит окрашен в синие тона. Данные минералы часто встречаются вместе и достаточно легко переходят друг в друга.

## Месторождения
Паравоксит распространён очень неравномерно. Основные месторождения минерала расположены в Боливии, Германии, Португалии и США.